# Santa Maria de Vallmoll
Santa Maria és l'església parroquial de Vallmoll (Alt Camp). Està protegida com a bé cultural d'interès local. La parròquia inclou l'ermita de la Mare de Déu del Roser i les parròquies sufragànies de Sant Jaume dels Garidells i Santa Magdalena de la Masó. Està adscrita a l'arxiprestat de l'Alt Camp de l'arquebisbat de Tarragona.

## Arquitectura
L'edifici de l'església és de tres naus amb quatre trams. Els suports són pilars i pilastres, i arcs de mig punt. La nau central es cobreix amb volta de canó amb llunetes. El cor és als peus. El campanar s'eleva a l'esquerra de la façana; té base quadrada, dos cossos vuitavats i remat de teula. La façana presenta una disposició simètrica. La porta, centrada, és d'arc escarser; l'emmarquen motllures que figuren dues pilastres que suporten una cornisa, damunt la qual hi ha una fornícula buida, també emmarcada per motllures. Més amunt se situa una obertura circular emmarcada per un esgrafiat. El coronament de la façana és en forma de frontó. Tota ella mostra arrebossat amb imitació de carreus. L'obra és de paredat i carreus de pedra treballada als angles.

## Història
El projecte d'ampliació de l'antiga església de Vallmoll data el 1771. L'any següent va començar a ser enderrocada, i així mateix s'inicià la construcció de la nova, executada pel mestre de cases Salvador Guinovart, sota la direcció de l'arquitecte tarragoní Joan Antoni Rovira. L'obra es finalitzarà l'any 1775, i el 13 de juny de 1776 l'església fou beneïda per l'arquebisbe de Tarragona.
El 1936 foren destruïts els retaules barrocs que contenia, entre els quals es trobava un de realitzat per Antoni Pallars entre 1778 i 1793. De l'església anterior procedeix el Retaule de Vallmoll, una obra de 1447-1450 de Jaume Huguet, fragments del qual estan repartits entre el Museu Diocesà de Tarragona, el Museu d'Art de Catalunya i el Louvre.